# Haver & Boecker
Die Haver & Boecker OHG ist ein Hersteller von Drahtgeweben und Drahtgewebeprodukten für die Filtration und Siebung, Architektur und Design, sowie Industriemaschinen für die Wäge-, Verpackungs- und Aufbereitungstechnik. Firmensitz ist Oelde, Westfalen. Das Unternehmen beschäftigte im Geschäftsjahr 2021 mehr als 3.000 Mitarbeiter und erwirtschaftete einen Umsatz von 507 Millionen Euro. Seit der Gründung ist die Firma im Familienbesitz, im Jahr 2022 in vierter und fünfter Generation. Das Unternehmen besitzt über 50 Tochtergesellschaften und 150 Vertretungen weltweit.

## Unternehmensgeschichte

Carl Haver und Eduard Boecker

Das Unternehmen wurde von Carl Haver und Eduard Boecker im Jahr 1887 in Hohenlimburg gegründet. Mit 12 Mitarbeitern begann der Betrieb zunächst mit der Produktion von Drahtgeweben und der Mechanisierung von Drahtwebstühlen. Eduard Boecker schied 1891 aus dem Unternehmen aus. 1897 wurde die Firma aufgrund der günstigen Lage zur Köln-Mindener-Eisenbahnlinie nach Oelde verlegt.
Bis 1890 verdoppelte sich die Belegschaft von zwölf auf 24 Mitarbeiter. Das Produktprogramm wurde auf Ösendrähte für Sackverschlüsse in der Zementindustrie ausgeweitet und das Unternehmen begann, den Export auf- und auszubauen.
Im Jahr 1925 erfolgte die Gründung der Maschinenfabrik, die sich neben der Drahtweberei zum zweiten Unternehmensstandbein entwickelte. Im selben Jahr nahm Haver & Boecker die Produktion von Packmaschinen auf. Neben den ersten Schritten hin zur Internationalisierung wurden in den 1920er und 1930er Jahren Metall-Gaze für den Präzisionssiebdruck, Analysensiebe und erste Schwingsiebmaschinen entwickelt und produziert.
In den 1950er Jahren wurde ein erster Turbinenpacker für die Zementabfüllung und nachfolgend ein erstes rotierendes Hochleistungs-Packsystem (Roto-Packer) entwickelt und gefertigt. Für die Luft- und Raumfahrt wurden spezielle Filtertressen entwickelt und das damals feinste Drahtgewebe der Welt hergestellt bestehend aus 540 Mesh mit 45.000 Maschen pro cm². In den folgenden drei Jahrzehnten expandierte das Unternehmen weiter, gründete Tochterfirmen und erschloss internationale Märkte.
Die folgenden drei Jahrzehnte waren geprägt von Expansion, Globalisierung und Markterweiterungen. Haver & Boecker gründete weltweit Tochterfirmen. Im Bereich Anlagenbau wurde der globale Export aufgebaut. Technologische Weiterentwicklungen und neue Produktentwicklungen gingen Hand in Hand, so für die Oberflächen- und Tiefenfiltration mit Hochleistungsfiltertressen und Porostar Gewebelaminaten.
Im Jahr 1980 lieferte die Firma Edelstahl-Drahtgewebe für die Großvoliere im Münchener Tierpark Hellabrunn. Anfang der 1990er-Jahre begann Haver & Boecker mit dem Auf- und Ausbau des Produktions- und Vertriebsbereichs Architektur-Drahtgewebe.
1994 übernahm das Unternehmen 70 Prozent der Anteile der Behn + Bates Maschinenfabrik GmbH & Co. KG aus Krefeld. Das Unternehmen expandierte weiter und im Jahr 2000 begann der Ausbau des Vertriebsnetzes in Südamerika und Asien. Im Jahr 2014 wurde eine Tochtergesellschaft in Lagos/Nigeria eröffnet.
Für Packmaschinen wurden neue Märkte erschlossen: Mit der Weiterentwicklung von Verpackungstechnologien konnten Nahrungs- und Futtermittel, Flüssigkeiten und pastöse Produkte sowie feinpulverige Produkte abgefüllt und verpackt werden. So wurde ein Form-Fill-Seal Automat für Granulate und Pulver entwickelt. Im neuen Jahrtausend komplettierte das stationäre Packsystem Elementra, das vollautomatische, vormontierte und integrierte Packsystem Integra und die Adams-Technologie zur Abfüllung pulverförmiger Produkte in dichte PE-Gebinde das Verpackungs-Produktportfolio. Die jüngere Produktentwicklung nutzt die Möglichkeiten der Digitalisierung. So wurde die webbasierte Quat²ro Software zur horizontalen und vertikalen Integration von Maschine und Anlagenkomponenten und zur Einbinden in logistischen Prozesse entwickelt.
Die Webtechnologie wurde und wird im eigenen Haus weiterentwickelt unter anderem für die Konzeption von Hochleistungs-Filtergeweben. Metallfilterelemente werden mit Standard- und Spezialkunststoffen umspritzt.
2014 übernahmen Florian Festge und Fabian Festge die Geschäftsleitung ihres Vaters Reinhold Festge in der Maschinenfabrik. Niklas Haver wurde 2019 ein geschäftsführender Partner der Haver & Boecker OHG und der Haver & Boecker Holding.

## Unternehmensstruktur
Im Geschäftsjahr 2021 beschäftigte das Unternehmen über 3.000 Mitarbeiter und erzielte einen Umsatz von 507 Millionen Euro. Größte Absatzmärkte waren Asien und Nordamerika. Das Unternehmen wird in vierter Generation von Walter Haver und in fünfter Generation von Niklas Haver, Florian Festge und Fabian Festge geführt.

### Werke und Niederlassungen
Haver & Boecker besitzt ein internationales Netzwerk aus Niederlassungen, Produktionsstätten und Servicestandorten. Das Unternehmen betreibt mehr als 150 Vertretungen und über 50 Tochtergesellschaften. Neben Deutschland bestehen weitere Produktionsbetriebe und Niederlassungen in Großbritannien, Belgien, Frankreich, Australien, Singapur, Spanien, Polen, Indien, USA, Kanada, Brasilien, China, Südafrika, Mexiko, Singapur, Chile,  und Belarus.
Das amerikanische Tochterunternehmen W.S. Tyler ist unter anderem führend im Bereich der Analysensiebung. Die 2008 gegründete Tochterfirma Haver Southern Africa in Johannesburg, Südafrika betreibt Produktion, Fertigung und Kundenservice in den Bereichen Verpackungstechnik, Aufbereitungstechnik und Drahtweberei.
Das kanadische Tochterunternehmen Major Wire Industries ist ein international tätiger Herstellern von Hochleistungs-Siebbelägen zur Steigerung von Siebleistung und Profitabilität.

## Drahtweberei und Maschinenfabrik
Das Fertigungsprogramm der Drahtweberei umfasst mehrere tausend verschiedene Drahtgewebesorten, von denen mehr als 3.600 lagermäßig geführt werden. Technische Drahtgewebe werden weiterverarbeitet für die Absiebung, Filtration, und Messtechnik. Eingesetzt werden sie von der Chemie-, Kunststoff- und Automobilindustrie, Luft- und Raumfahrt, Elektronik, Industrie- und Analysensiebung und Nahrungsmittelindustrie. Zudem werden Drahtgewebe seit den 1990er Jahren zunehmend von Architekten und Designern verwendet.
Die Maschinenfabrik entwickelt, produziert und vertreibt Systeme und Anlagen für das Transportieren, Lagern, Mischen, Verpacken, Palettieren, Verladen, Wägen, Abfüllen und Aufbereiten von Schüttgütern unter den Marken Haver & Boecker, Haver & Boecker Niagara, Ibau Hamburg, Sommer, Feige Filling, Behn + Bates, Aventus, Newtec Bag Palletizing, Haver Automation und Haver Engineering. Darunter Packmaschinen, Füllstationen, Siebmaschinen, Waschsysteme, Pelletierteller, Rührwerke und Mischer, Silos und Schiffsbe- und -entlader. Darüber hinaus werden auch Nahrungs- und Futtermittel, Flüssigkeiten und pastöse sowie feinpulverige Produkte abgefüllt und verpackt.
Weiterhin wurde die webbasierte Quatr2o Software zur horizontalen und vertikalen Integration von Maschine und Anlagenkomponenten und zum Einbinden in logistische Prozesse entwickelt.

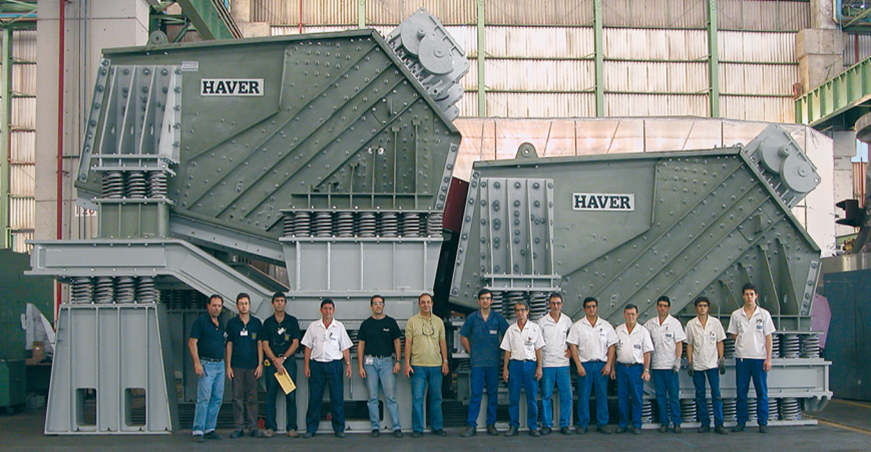
Die größte Siebmaschine der Welt

## Ausbildung
1940 richtete Haver & Boecker für Auszubildende in technischen und kaufmännischen Berufen eine eigene Lehrwerkstatt ein. Dort werden zudem Praktika sowie Projekt- und Abschlussarbeiten von Studierenden betreut. 2007 wurde die Haver Academy als Bündelung aller Bildungsaktivitäten des Unternehmens gegründet. Dazu gehören Ausbildung, Studienprogramme und Weiterbildung. Zusammen mit der Siemens Berufsausbildung und der Fachhochschule Südwestfalen bietet Haver & Boecker ein Studium zum Bachelor of Arts oder Engineering an.